# Glossaire du droit du travail en France
Ce glossaire vous propose des renvois vers des articles consacrés à des termes employés droit du travail en France ou de courtes définitions du sens particulier d'un terme.
- Haut – A
- B
- C
- D
- E
- F
- G
- H
- I
- J
- K
- L
- M
- N
- O
- P
- Q
- R
- S
- T
- U
- V
- W
- X
- Y
- Z

## A
- Absentéisme : l’absentéisme désigne toute absence injustifiée ou répétée d’un salarié, qui ne correspond pas à des droits reconnus ou à des situations légitimes (congé, arrêt maladie, etc.).
- Abandon de poste : l'abandon de poste est le fait par un salarié de s'absenter de son lieu de travail sans justification, ni autorisation préalable de son employeur.
- Accident de trajet : est un accident survenu à un salarié au cours du trajet entre son lieu de travail et son domicile habituel, ou le lieu où il prend habituellement ses repas, sous réserve que ce détour soit conforme à un usage normal.
- Accident du travail : accident du travail est l'accident survenu par le fait ou à l’occasion du travail à toute personne salariée ou travaillant, à quelque titre ou en quelque lieu que ce soit, pour un ou plusieurs employeurs ou chefs d’entreprise.
- Accords collectifs : les accords collectifs en France sont les accords professionnels qui résultent d'un dialogue entre employeurs et salariés visant au maintien du bon fonctionnement de l'entreprise, et à la réglementation des droits sociaux (conditions de travail notamment), en France.
- Accord de groupe : Un accord de groupe est un accord collectif qui peut être conclu au niveau d’un groupe, conformément aux modalités prévues par le code du travail.
- Activité partielle de longue durée : Activité partielle de longue durée ou  APLD, vise à accompagner les entreprises confrontées à des mutations profondes ou des baisses d’activité durables tout en maintenant l’emploi. Elle Cible des difficultés plus structurelles et prolongée que lo chômage partiel et nécessite de signer un accord collectif d’établissement, d’entreprise ou de branche.
- Affichage obligatoire : désigne les informations que tout employeur doit porter à la connaissance de ses salariés, généralement par le biais d’un affichage sur le lieu de travail.
- Ancienneté : elle correspond à la durée pendant laquelle un salarié a été au service de son employeur. Elle sert de référence pour déterminer certains droits ou avantages spécifiques liés à l’emploi.
- Agence de garantie des salaires (AGS) : l'Association pour la gestion du régime de garantie des créances des salariés, est un organisme patronal créé en février 1974 en application de la loi no 73-1194 du 27 décembre 19731 « tendant à assurer, en cas de règlement judiciaire ou de liquidation des biens, le paiement des créances résultant du contrat de travail ».
- Arrêt maladie : parfois appelé "arrêt de travail pour maladie", est une procédure par laquelle un médecin ordonne à un salarié ou à une profession indépendante de cesser de travailler pendant une durée précise car il estime que cet arrêt est nécessaire à sa guérison.
- Arrêts maladie pour les personnes souffrant d'ALD : l'arrêts maladie pour les personnes souffrant d'Affection de Longue Durée (ALD), figurant sur une liste de 30 maladies conçue par l’assurance maladie,  et délivré par un médecin traitant lorsqu'un état de santé ne permet plus l'exercice d'une activité professionnelle. Il prévoit le versement des indemnités journalières pendant une durée 3 ans (contre 360 jours pour les autres arrêt).
- Agissements sexistes au travail : les agissements sexistes au travail sont l'ensemble des actions négativement discriminantes ayant pour cause le genre ou le sexe d'une personne dans son environnement professionnel.
- Attestation France Travail : anciennement appelée attestation Pôle emploi, est un document officiel remis par l'employeur au salarié lors de la rupture ou de la fin de son contrat de travail, quelle qu’en soit la cause (licenciement, démission, fin de CDD, rupture conventionnelle, etc.) et sert à permettre au salarié de faire valoir ses droits à l’allocation chômage.
- Avantage en nature : en France, un avantage en nature correspond à un bien ou un service fourni par l'employeur à un salarié pour son usage personnel, sans que le salarié ait à en supporter le coût ou qu'il paie un montant inférieur à sa valeur réelle. Ces avantages constituent une forme de rémunération complémentaire, soumise à des règles spécifiques.

- Haut – A
- B
- C
- D
- E
- F
- G
- H
- I
- J
- K
- L
- M
- N
- O
- P
- Q
- R
- S
- T
- U
- V
- W
- X
- Y
- Z

## B
- Base de données économiques et sociales et environnementale (BDESE) : regroupe toutes les informations nécessaires aux consultations et négociations avec les représentants du personnel.
- Bilan social : le bilan social est, en France, un instrument de mesure du domaine social dans l'entreprise, créé par la loi 77-769 du 12 juillet 1977.
- Bulletin de salaire : le bulletin de salaire, ou fiche de paie, est un document fourni par l'employeur attestant du salaire versé au salarié.

## C
- Cause réelle et sérieuse du licenciement : le licenciement pour cause réelle et sérieuse est un mode de licenciement en droit du travail français, qui nécessite une cause existante, exacte, objective et d'une certaine gravité, rendant nécessaire le licenciement.
- Certificat de travail : Le certificat de travail est un document remis par l'employeur à un employé à la fin de son contrat de travail.
- Chômage partiel ou encore chômage technique ou activité partielle de droit commun : est un dispositif permettant aux entreprises faisant face à des difficultés économiques temporaires de réduire l'activité de leurs employés.
- Clause de dédit-formation :  permet à l'employeur d'obtenir le remboursement des frais qu'il aurait engagé pour la formation d'un salarié si celui-ci venait à quitter l'entreprise.
- Clause de mobilité : est une disposition contractuelle en droit du travail français, insérée dans un contrat de travail ou dans un accord collectif, qui permet à l'employeur de modifier le lieu de travail du salarié sans avoir à obtenir son consentement préalable à chaque déplacement. Elle constitue une exception au principe selon lequel le lieu de travail est un élément essentiel du contrat de travail.
- Clause de non-concurrence : est celle par laquelle le salarié s'interdit, lors de son départ de l'entreprise et pendant un certain temps par la suite, d'exercer certaines activités susceptibles de nuire à son ancien employeur. Elle est insérée dans le contrat de travail ou imposée par la convention collective.
- Comité social et économique :  un comité social et économique (CSE) est une instance représentative du personnel qui succède aux anciennes instances représentatives suivantes : délégués du personnel, comité hygiène sécurité et conditions de travail (CHSCT) et comité d’entreprise, progressivement à compter du 1er janvier 2018.
- Congé pour création d'entreprise : est un dispositif prévu par le droit du travail français qui permet à un salarié de suspendre son contrat de travail, tout en conservant son emploi, pour créer ou reprendre une entreprise.
- Congé sabbatique : est une période prolongée, généralement d'une année, dans la carrière d'un salarié, durant laquelle son contrat de travail est suspendu, ce qui lui permet de se consacrer à toute activité de son choix ou de se reposer.
- Comité social et économique :  un comité social et économique (CSE) est une instance représentative du personnel qui succède aux anciennes instances représentatives suivantes : délégués du personnel, comité hygiène sécurité et conditions de travail (CHSCT) et comité d’entreprise, progressivement à compter du 1er janvier 2018.
- Conseil de prud'hommes :  le conseil de prud'hommes (ou prudhommes) est une juridiction civile de premier degré des litiges individuels nés à l'occasion de l'exécution ou de la rupture du contrat de travail entre employeurs et salariés de droit privé, comme le licenciement et la rupture conventionnelle.
- Consommation d'alcool au travail : la consommation d'alcool sur le lieu de travail est strictement encadrée par le Code du travail et des règles spécifiques de santé et de sécurité.
- Contingent d'heures supplémentaires : le contingent d'heures supplémentaires correspond au nombre maximal d’heures supplémentaires qu’un salarié peut effectuer sur une année civile, sans qu'il soit nécessaire de conclure une convention ou un accord spécifique pour les autoriser
- Contrat d'apprentissage : le contrat d’apprentissage, en droit du travail français, est un contrat de travail spécifique conclu entre un employeur et un apprenti, qui vise à offrir à ce dernier une formation théorique et pratique en alternance, en vue de l'obtention d'un diplôme ou d'une qualification professionnelle reconnue. Il relève de la formation initiale.
- Contrat de professionnalisation : Le contrat de professionnalisation est un contrat de travail en alternance qui permet à un salarié d'acquérir une qualification professionnelle reconnue tout en travaillant en entreprise. Ce n'est pas un contrat de la formation initiale.
- Contrat de sécurisation professionnelle : Le contrat de sécurisation professionnelle ou CSP, a pour objet l'organisation et le déroulement d'un parcours de retour à l'emploi, le cas échéant au moyen d'une reconversion ou d'une création ou reprise d'entreprise.
- Contrat de travail : en droit français, le contrat de travail est un contrat de droit privé dont la jurisprudence donne la définition suivante : « convention par laquelle une personne physique s'engage à mettre son activité à la disposition d'une autre personne, physique ou morale, sous la subordination de laquelle elle se place, moyennant une rémunération », ce qui permet de distinguer le salarié du travailleur indépendant.
- CDD : contrat à durée déterminée (CDD) de droit privé est un contrat de travail pour lequel un employeur (société, entreprise) peut recruter directement un salarié pour une durée déterminée, car la cause de cette détermination, de la date ou échéance de fin de contrat est prévue explicitement par le Code du travail.
- CDI : est le type de contrat de travail le plus courant en France. Il constitue la forme normale et générale de la relation de travail entre un employeur et un salarié. Encadré par le Code du travail, le CDI n’a pas de date de fin prédéterminée et se poursuit tant que l’une des parties ne décide pas d’y mettre un terme, dans le respect des conditions légales.
- Contrat à durée déterminée d'usage : Un contrat à durée déterminée d'usage ou CDD d'usage, est un contrat de travail d'une durée limitée spécifique à certains secteurs économiques.
- Contre-visite médicale : est un examen médical effectué par un médecin contrôleur au domicile d'un salarié. Elle permet de contrôler l'incapacité de travail pour raisons médicales, non de porter un jugement sur la nature de l'affection.
- Convention collective : une convention collective du travail est un texte venant en complément du droit du travail en vigueur en niveau national, définissant les statuts (rémunérations, embauche, conditions de travail) des travailleurs d'une entreprise, d'un groupe d'entreprises ou d'une branche professionnelle, après une négociation passée entre les employeurs ou leurs organisations et les organisations représentant les salariés (syndicats) du périmètre concerné.
- Convention de forfait : la convention de forfait est un accord entre l’employeur et le salarié permettant de déroger à la durée légale ou conventionnelle du travail en définissant le temps de travail sur la base d’un forfait, exprimé en heures ou en jours, sur une période donnée (généralement la semaine, le mois ou l’année).
- Cotisations sociales : les cotisations sociales en France, aussi appelées charges sociales, sont des prélèvements assis sur les salaires destinés à financer différents systèmes de protection sociale répartis selon différentes branches d'assurance et de couverture.

- Haut – A
- B
- C
- D
- E
- F
- G
- H
- I
- J
- K
- L
- M
- N
- O
- P
- Q
- R
- S
- T
- U
- V
- W
- X
- Y
- Z

## D
- Délai de carence : période pendant laquelle un salarié ne peut percevoir certaines prestations, comme les indemnités chômage, après une cessation de contrat.
- Délégation de pouvoirs : est un mécanisme juridique par lequel une personne investie d’une autorité (en général le chef d’entreprise) transfère une partie de ses compétences et de ses responsabilités à une autre personne. Ce transfert vise à permettre à cette dernière d'agir en son nom pour des missions spécifiques, notamment en matière de gestion et de sécurité.
- Délégué syndical : dans une entreprise ou un établissement de plus de 50 salariés, le délégué syndical est un salarié désigné par un syndicat représentatif, qui a pour fonction de représenter cette organisation et de négocier des accords collectifs.
- Délit d'entrave : le délit d'entrave est le fait de porter atteinte à la mise en place et au bon déroulement de la mission des représentants du personnel et à l'exercice du droit syndical.
- Délit de marchandage : Le délit de marchandage est une infraction qui consiste en toute opération à but lucratif ayant pour objet exclusif le prêt de main-d’œuvre, en causant un préjudice au salarié ou en éludant l'application des dispositions légales ou conventionnelles.
- Démission : la démission est un mode de rupture d'un mandat impératif ou représentatif à l'initiative du seul mandaté, ou celle du contrat de travail à l'initiative du seul salarié.
- Départ volontaire à la retraite : désigne la décision d’un salarié de mettre fin à son contrat de travail pour bénéficier de sa pension de retraite. Cette démarche résulte exclusivement de la volonté du salarié, sans contrainte ou demande de l'employeur.
- Discrimination à l'embauche : la discrimination à l'embauche est une discrimination évoquée lorsque des chercheurs d'emploi sont traités de manière différenciée sur une base de critères sélectifs qui manquent de justification objective et raisonnable à l'égard du poste de travail à pourvoir, selon le législateur.
- Documents de fin de contrat de travail : sont des pièces obligatoires que l’employeur doit remettre au salarié à l’issue de la rupture de leur relation contractuelle, quelle qu’en soit la cause (démission, licenciement, rupture conventionnelle, fin de contrat à durée déterminée, etc.). Ces documents visent à formaliser la cessation de l’emploi et à permettre au salarié de faire valoir ses droits.
- Document unique d'évaluation des risques professionnels : le DUERP est un document qui recense, analyse et évalue les risques pour la santé et la sécurité des travailleurs dans l’entreprise. Il permet d’identifier les dangers présents dans l'environnement de travail et de mettre en place des mesures de prévention adaptées.
- Droit à la déconnexion : est un principe selon lequel un salarié est en droit de ne pas être connecté aux outils numériques professionnels (téléphone portable, courriels, etc.) hors des horaires de travail (temps de transport travail-domicile, congés, temps de repos, week-end, soirée, etc.). La France est le premier pays à avoir intégré ce droit dans le droit du travail (pour les entreprises).
- Droit de grève : la Chambre sociale de la Cour de cassation l'a défini comme la cessation collective, concertée et totale du travail en vue de présenter à l'employeur des revendications professionnelles
- Droit local en Alsace et en Moselle : Le droit local en Alsace et en Moselle désigne un ensemble de règles juridiques spécifiques applicables dans les départements du Bas-Rhin, du Haut-Rhin et de la Moselle, héritées de l’histoire particulière de ces territoires. Ces dispositions dérogatoires au droit commun français résultent principalement de l'annexion de ces territoires par l'Empire allemand entre 1871 et 1918, période durant laquelle certaines lois allemandes ont été introduites.
- Droit de retrait :  est le droit pour le salarié de se retirer « de toute situation de travail dont il a un motif raisonnable de penser qu'elle présente un danger grave et imminent pour sa vie ou sa santé ».
- Droit du travail : est une branche du droit social qui régit les relations entre les employeurs et les salariés sous la forme du contrat de travail.

- Haut – A
- B
- C
- D
- E
- F
- G
- H
- I
- J
- K
- L
- M
- N
- O
- P
- Q
- R
- S
- T
- U
- V
- W
- X
- Y
- Z

## E
- Élections professionnelles : les élections professionnelles sont des scrutins organisés dans les entreprises ou les administrations afin de désigner les représentants du personnel.
- Engagement unilatéral : un engagement unilatéral représente tout acte d'engagement de l'employeur vis-à-vis des salariés.
- Entretien professionnel : est un dispositif obligatoire prévu par le Code du travail pour accompagner les salariés dans leur parcours professionnel. Il vise à examiner les perspectives d'évolution professionnelle du salarié, notamment en termes de compétences, de formation et de progression dans l’entreprise.
- Épargne salariale : en France, la participation des salariés aux résultats de l'entreprise est une forme d'intéressement des salariés aux résultats de leur entreprise.
- Entretien d'évaluation : est un échange formalisé entre un salarié et son supérieur hiérarchique, destiné à faire le bilan des performances du salarié sur une période donnée, généralement une année et définir les objectifs futurs.
- Entretien préalable au licenciement : avant toute décision de licenciement, l'employeur (ou son représentant) doit convoquer le salarié à un entretien préalable au licenciement (EPL), afin de lui préciser les motifs de la décision envisagée et d'écouter en retour les explications du salarié.

- Haut – A
- B
- C
- D
- E
- F
- G
- H
- I
- J
- K
- L
- M
- N
- O
- P
- Q
- R
- S
- T
- U
- V
- W
- X
- Y
- Z

## F
- Faute simple : est un manquement du salarié à ses obligations professionnelles, mais d'une gravité insuffisante pour rendre impossible la poursuite immédiate de la relation de travail.
- Faute grave : comportement du salarié rendant impossible son maintien dans l’entreprise, justifiant une rupture immédiate du contrat sans préavis.
- Faute lourde : « La faute du salarié est considérée comme lourde lorsqu'elle est commise dans l'intention de nuire à l'employeur.
- Forfait mobilités durables : le Forfait mobilités durables ou FMD, est un dispositif introduit par la loi d’orientation des mobilités (LOM) du 24 décembre 2019, qui permet aux employeurs de soutenir les salariés dans leurs déplacements domicile-travail en favorisant des modes de transport alternatifs à la voiture individuelle et polluante.
- Fractionnement des congés payés : le fractionnement des congés payés désigne la possibilité pour un salarié de diviser ses congés annuels en plusieurs périodes, plutôt que de les prendre en une seule fois.
- Frais de déplacement : l’expression frais de déplacement désigne les dépenses réalisées lors de déplacements professionnels ou effectuées pour le compte d’une entreprise.

- Haut – A
- B
- C
- D
- E
- F
- G
- H
- I
- J
- K
- L
- M
- N
- O
- P
- Q
- R
- S
- T
- U
- V
- W
- X
- Y
- Z

## G
- Gratification : est une somme d'argent versée au salarié par l’employeur en sus du salaire proprement dit à titre de récompense, pour marquer sa satisfaction du travail accompli ou pour la célébration d'événements familiaux (naissance d'un enfant, mariage, etc).
- Gestion prévisionnelle des emplois et des compétences ou GPEC :  est une gestion anticipative et préventive des ressources humaines, en fonction des contraintes de l’environnement et des choix stratégiques de l’entreprise. C'est aussi en France une obligation de négociation triennale qui doit permettre d'éviter les restructurations brutales.

- Haut – A
- B
- C
- D
- E
- F
- G
- H
- I
- J
- K
- L
- M
- N
- O
- P
- Q
- R
- S
- T
- U
- V
- W
- X
- Y
- Z

## H
- Harcèlement moral en France : le harcèlement moral ou harcèlement psychologique est une conduite abusive qui par des gestes, paroles, comportements, attitudes répétés ou systématiques vise ou conduit à dégrader les conditions de vie ou conditions de travail d'une personne (la victime du harceleur).
- Harcèlement moral en milieu professionnel : le harcèlement moral au travail est une action persistante de mauvais traitements infligés à certaines personnes sur le lieu de travail par d'autres individus. Les moyens employés comprennent la violence verbale, non verbale, psychologique et physique, ainsi que l'humiliation.
- Harcèlement sexuel au travail : le harcèlement sexuel au travail en France désigne tout comportement à caractère sexuel répété, imposé à une personne dans le cadre de son activité professionnelle, qui porte atteinte à sa dignité ou crée un environnement de travail intimidant, hostile, dégradant ou offensant.
- Heures complémentaires : ce sont les heures effectuées au-delà de la durée fixée sur le contrat.
- Heures de délégation : sont des heures allouées aux représentants du personnel (comme les délégués syndicaux, les membres du comité social et économique - CSE, ou d'autres instances représentatives du personnel) pour leur permettre d'exercer leurs fonctions de représentation tout en restant salariés de leur entreprise.
- Heures supplémentaires : les heures supplémentaires sont les heures de travail effectuées par un salarié au-delà de la durée légale de travail, fixée à 35 heures par semaine pour un salarié à temps plein. Ces heures doivent être accomplies à la demande ou avec l’accord de l’employeur.
- Heure d'équivalence : l'heure d'équivalence, ou « horaire d'équivalence », est, dans le droit du travail en France, une comptabilisation du temps de travail, applicable dans certains secteurs d'activité, dérogeant à la durée légale du travail afin de tenir compte de période d'inaction.

- Haut – A
- B
- C
- D
- E
- F
- G
- H
- I
- J
- K
- L
- M
- N
- O
- P
- Q
- R
- S
- T
- U
- V
- W
- X
- Y
- Z

## I
- Indemnités journalières de sécurité sociale : les Indemnités journalières de sécurité sociale ou IJSS, sont les indemnités versées par l’assurance maladie sous conditions afin de compenser les pertes de revenu consécutives à un arrêt de travail.
- Indemnité kilométrique : acronyme IK, désigne le remboursement forfaitaire des frais liés à la mise à disposition d'un véhicule (automobile, motocyclette, cyclomoteur, vélo...) appartenant à un particulier pour les besoins de l'exercice professionnel.
- Indemnité de licenciement : est la somme que perçoit un salarié en cas de rupture d'un contrat de travail à durée indéterminée.
- Indemnité légale de licenciement : est l’indemnité minimale prévue par la loi en cas de rupture d’un contrat de travail à durée indéterminée.
- Indemnité conventionnelle de licenciement : l'indemnité conventionnelle de licenciement est l'indemnité définie avec les partenaires sociaux lors de la négociation de la convention collective applicable à une activité ou de l’accord d’entreprise applicable à une unité de production.
- indemnité supra-légale : désigne une indemnité de licenciement ou de rupture conventionnelle dont le montant est supérieur aux minima légaux ou conventionnels prévus par la loi ou les accords collectifs.
- Indemnité transactionnelle portant sur l'exécution du contrat de travail : une indemnité transactionnelle désigne une somme d'argent versée par un employeur à un salarié dans le cadre d'une transaction. La transaction est un accord conclu entre les parties après la rupture du contrat de travail (par exemple, après un licenciement), pour mettre fin à un différend ou pour prévenir un litige futur. Cet accord est formalisé par écrit et homologué par les deux parties.
- Index de l’égalité professionnelle : l'Index de l'égalité professionnelle entre les femmes et les hommes est un outil créé par le droit français pour mesurer les disparités salariales et promouvoir l'égalité professionnelle dans les entreprises.
- Insuffisance professionnelle : l'insuffisance professionnelle désigne une situation où un salarié n'atteint pas les performances ou les compétences attendues dans l'exécution de ses tâches. Contrairement à la faute professionnelle, l'insuffisance professionnelle ne repose pas sur un comportement fautif ou volontaire du salarié, mais sur une inadéquation entre ses capacités et les exigences de son poste.
- Inspection du travail : est un service de contrôle chargé de veiller à la bonne application du droit du travail par les entreprises privées et publiques.
- Intéressement : l’intéressement est une forme particulière de rémunération du travail, facultative et supplémentaire, liée aux résultats ou aux performances de l'entreprise.

- Haut – A
- B
- C
- D
- E
- F
- G
- H
- I
- J
- K
- L
- M
- N
- O
- P
- Q
- R
- S
- T
- U
- V
- W
- X
- Y
- Z

## J
- Jours fériés : La France compte onze jours fériés (fêtes religieuses et civiles) légalement définis par le code du travail1, à l'exception de l'Alsace-Moselle, bénéficiant du droit local, et de plusieurs collectivités de la France d'outre-mer, qui en comptent davantage.

## L
- Lanceur d'alerte : est une personne, souvent un salarié ou un membre d'une organisation, qui signale ou divulgue des faits ou des comportements illicites, dangereux ou contraires à l'intérêt général, dont elle a eu connaissance dans le cadre de ses fonctions ou de ses activités professionnelles.
- Licenciement pour motif économique : est un mode de rupture du contrat de travail à durée indéterminée, « effectué par un employeur, pour un ou plusieurs motifs non inhérents à la personne du salarié résultant d'une suppression ou transformation d'emploi ou d'une modification, refusée par le salarié d'un élément essentiel du contrat de travail, consécutives notamment à des difficultés économiques ou à des mutations technologiques ».
- Licenciement pour motif personnel : est motivé par « une cause réelle et sérieuse liée à la personne du salarié.
- Lien de subordination : Le lien de subordination est caractérisé par l'exécution d'un travail sous l'autorité de l'employeur qui a le pouvoir de donner des ordres et des directives, d'en contrôler l'exécution et de sanctionner les manquements de son subordonné.

- Haut – A
- B
- C
- D
- E
- F
- G
- H
- I
- J
- K
- L
- M
- N
- O
- P
- Q
- R
- S
- T
- U
- V
- W
- X
- Y
- Z

## M
- Maintien du salaire : le maintien du salaire désigne l'obligation pour l'employeur de continuer à verser tout ou partie de la rémunération habituelle d'un salarié dans certaines situations où celui-ci est empêché de travailler pour des raisons légitimes.
- Maladie professionnelle : une maladie est professionnelle si elle est la conséquence directe de l'exposition d'un travailleur à un risque physique, chimique, biologique, ou résulte des conditions dans lesquelles il exerce son activité professionnelle.
- Médecin du travail : le médecin du travail est un médecin spécialisé en pathologie professionnelle et hygiène industrielle.
- Mise à la retraite : En droit français, la mise à la retraite est la rupture du contrat de travail d'un salarié qui a atteint l'âge à partir duquel il peut recevoir sa pension de retraite à taux plein, âge fixé à 67 ans depuis la réforme des retraites de 2010.
- Mise à pied conservatoire : elle vise à éloigner le salarié de l'entreprise, le temps d'instruire les procédures de sanction à son égard.
- Mise à pied disciplinaire : la mise à pied disciplinaire est une sanction d'exclusion temporaire.
- Modifications du contrat de travail et des conditions de travail en France : les modifications du contrat de travail relèvent, comme le nom l'indique, du contrat de travail. De ce fait, l'employeur ne peut agir seul et il lui est nécessaire d'obtenir l'acceptation du salarié. C'est le cas notamment du changement de la rémunération ou du changement du temps de travail.

- Haut – A
- B
- C
- D
- E
- F
- G
- H
- I
- J
- K
- L
- M
- N
- O
- P
- Q
- R
- S
- T
- U
- V
- W
- X
- Y
- Z

## N
- Nullité du licenciement : la nullité du licenciement désigne la situation dans laquelle un licenciement est considéré comme juridiquement inexistant en raison de la violation d'une règle essentielle ou d'un droit fondamental.

## O
- Obligation d'emploi des travailleurs handicapés : obligation d’emploi des travailleurs handicapés ou OETH correspond à l’obligation légale pour certaines entreprises d’employer un pourcentage de travailleurs en situation de handicap sous peine de se voir appliquer des sanctions. Elle a pour but de favoriser l'intégration des travailleurs handicapés dans le milieu ordinaire du travail.
- Obligation de sécurité de l'employeur : l'employeur doit assurer la santé et la sécurité de ses salariés dans le cadre de leurs activités professionnelles.
- Offre d'emploi : une offre d'emploi est un message diffusé par un employeur sur le marché de l'emploi pour exprimer son intention d'embaucher un demandeur d'emploi.

- Haut – A
- B
- C
- D
- E
- F
- G
- H
- I
- J
- K
- L
- M
- N
- O
- P
- Q
- R
- S
- T
- U
- V
- W
- X
- Y
- Z

## P
- Pause : est une interruption de l'activité professionnelle pendant la journée de travail, permettant au salarié de se reposer ou de se détendre.
- Participation des salariés aux résultats de l'entreprise : la participation des salariés aux résultats de l'entreprise est une forme d'intéressement des salariés aux résultats de leur entreprise.
- Pénibilité au travail : dans le droit du travail français depuis 2012 la pénibilité au travail est définie1 par l'exposition à un ou plusieurs facteurs de risques professionnels liés à des contraintes physiques marquées, un environnement physique agressif ou à certains rythmes de travail susceptibles de laisser des traces durables, identifiables et irréversibles sur la santé.
- Période d'essai : la période d'essai est une période qui peut être prévue au début d'un nouvel emploi dans le cadre d'un contrat de travail, pour permettre à l'employeur d'éprouver les aptitudes professionnelles du salarié ou au nouvel employé de s'assurer que la fonction le satisfait.
- Plan de sauvegarde de l'emploi : le plan de sauvegarde de l'emploi, également connu sous son ancien nom de plan social ou sous le sigle PSE, désigne un dispositif légal français visant à limiter les conséquences des licenciements collectifs, mis en place dans l'article L. 1233-1 du code du travail.
- Portabilité des droits du salarié : en droit du travail, la portabilité des droits du salarié est le principe par lequel certains droits du salarié sont maintenus en cas de rupture ou fin de contrat (en France, selon l'Accord National Interprofessionnel du 11 janvier 2008.
- Portage salarial : en droit français, le portage salarial est une forme d'emploi impliquant une relation tripartite entre un travailleur salarié, un client et une entreprise de portage salarial.
- Préavis : le préavis est une période qui s'écoule entre la notification de la rupture du contrat de travail (par démission, licenciement, ou rupture conventionnelle) et la fin effective de ce contrat. Cette période permet au salarié ou à l’employeur de se préparer à la fin de la relation contractuelle, que ce soit pour organiser un remplacement ou pour permettre au salarié de trouver un nouvel emploi.
- Préretraite : la préretraite est une période d'inactivité rémunérée située entre la cessation d'activité professionnelle et la retraite proprement dite.
- Prime de panier : la prime de panier est une indemnité versée au salarié au titre du repas qu'il prend au cours de sa journée de travail. L'obligation d'attribution d'une indemnité repas telle que la prime de panier est prévue lorsque le repas est pris en dehors de l'entreprise et ce, pour des raisons professionnelles. Il s'agit alors de frais professionnels.
- Prise d'acte : la prise d'acte de la rupture du contrat de travail est un mode de rupture unilatérale du contrat de travail à l'initiative du salarié qui rompt instantanément le contrat de travail et ouvre droit pour le salarié à la remise sans délais de ses documents légaux de fin de contrat.
- Procédure de licenciement : désigne l'ensemble des étapes et formalités qu'un employeur doit respecter lorsqu'il souhaite mettre fin au contrat de travail d'un salarié de manière unilatérale.
- Promesse d'embauche : la promesse d'embauche (ou promesse unilatérale de contrat de travail) est un engagement ferme de l'employeur de conclure un contrat de travail. Elle comporte tous les éléments essentiels du contrat (poste, rémunération, durée, date de début, etc.).

- Haut – A
- B
- C
- D
- E
- F
- G
- H
- I
- J
- K
- L
- M
- N
- O
- P
- Q
- R
- S
- T
- U
- V
- W
- X
- Y
- Z

## Q
- Qualité de vie au travail : la Qualité de vie au travail (QVT) désigne et regroupe sous un même intitulé les actions qui permettent de concilier à la fois l’amélioration des conditions de travail pour les salariés et la performance globale des entreprises. Elle porte notamment sur la problématique de l'équilibre entre la vie privée et la vie professionnelle.

## R
- Reconnaissance de la qualité de travailleur handicapé (RQTH) : est un statut attribué à une personne en raison de son état de santé ou d’un handicap, afin de lui permettre de bénéficier de mesures spécifiques facilitant son insertion, son maintien ou son évolution dans l’emploi.
- Reçu pour solde de tout compte : est un document écrit remis par l'employeur au salarié lors de la rupture du contrat de travail (licenciement, démission, fin de CDD, etc.). Ce document fait état des sommes versées au salarié à la fin de la relation contractuelle.
- Registre spécial de danger grave et imminent : est un registre obligatoire en France qui répertorie notamment l'exercice du droit de retrait dans le code du travail français.
- Règlement intérieur : C’est un document écrit, rédigé en français, par lequel, l’employeur, fixe des règles, en matière de discipline, d’hygiène et de sécurité, applicables dans l’entreprise ou l’établissement.
- Règlement général sur la protection des données ou RGPD : est une réglementation européenne entrée en vigueur le 25 mai 2018. Son objectif principal est de renforcer la protection des données personnelles des citoyens de l'Union européenne (UE) et de garantir une harmonisation des lois sur la protection des données au sein des États membres.
- Réintégration : désigne le retour d'un salarié dans son poste ou au sein de l'entreprise, généralement après une situation qui a temporairement interrompu la relation de travail.
- Rémunération : la rémunération d’un salarié désigne l’ensemble des sommes et avantages versés en contrepartie du travail effectué, conformément au contrat de travail et aux dispositions légales ou conventionnelles.
- Repos compensateur équivalent :  le repos compensateur de remplacement renommé en Repos compensateur équivalent ou RCE, est un dispositif qui accorde aux salariés un repos compensatoire pour compenser certaines heures de travail effectuées au-delà des durées légales ou conventionnelles, dans des situations spécifiques.
- Repos hebdomadaire : est une période de repos continu accordée aux salariés chaque semaine pour préserver leur santé, leur sécurité et leur équilibre entre vie professionnelle et personnelle.
- Repos quotidien : est une période minimale de repos continu à laquelle tout salarié a droit entre deux journées de travail. Ce principe vise à protéger la santé et la sécurité des travailleurs.
- Retenue sur salaire : la retenue sur salaire est le fait de retenir par l’employeur une somme due par un salarié, directement sur sa fiche de paie.
- Rupture conventionnelle : la Rupture Conventionnelle ou RC, est une séparation à l'amiable, c'est-à-dire d'un commun accord entre les parties, en-dehors de toute procédure judiciaire.
- Rupture conventionnelle collective : La rupture conventionnelle collective ou RCC est un dispositif en droit du travail français, instauré par les ordonnances Macron de septembre 2017. Elle permet à une entreprise et ses salariés de convenir, d’un commun accord, d’une séparation volontaire dans le cadre d’un plan collectif, sans passer par les procédures classiques de licenciement économique.
- Rétrogradation disciplinaire : la rétrogradation disciplinaire est le fait de sanctionner la faute d'un employé en le faisant descendre dans la hiérarchie professionnelle

- Haut – A
- B
- C
- D
- E
- F
- G
- H
- I
- J
- K
- L
- M
- N
- O
- P
- Q
- R
- S
- T
- U
- V
- W
- X
- Y
- Z

## S
- Saisie des rémunérations : la saisie des rémunérations est, en France, une procédure civile d'exécution qui permet à un créancier de récupérer sa créance en faisant prélever directement les sommes dues sur les salaires ou sur certaines autres rémunérations du débiteur. C'est une mesure de recouvrement forcé.
- Salaire minimum interprofessionnel garanti :  le salaire minimum interprofessionnel garanti (SMIG) est un montant plancher en termes de rémunération salariale horaire. Il est fixé par un gouvernement après accord ou au moins consultation avec les représentants de toutes les professions.
- Salaire brut : Rémunération avant déduction des cotisations sociales.
- Salarié protégé :  les salariés protégés bénéficient d'une protection particulière contre le licenciement. Il s'agit principalement de salariés exerçant des fonctions représentatives. La rupture du contrat de travail des salariés protégés, en dehors de la démission, fait l'objet d'une procédure d'autorisation administrative préalable devant l'inspecteur du travail.
- Système français de médecine du travail : est un dispositif mis en place pour préserver la santé et la sécurité des travailleurs. Il vise à prévenir les risques professionnels, à surveiller l'état de santé des salariés et à proposer des mesures adaptées en cas de besoin.

- Haut – A
- B
- C
- D
- E
- F
- G
- H
- I
- J
- K
- L
- M
- N
- O
- P
- Q
- R
- S
- T
- U
- V
- W
- X
- Y
- Z

## T
- Télétravail : le télétravail est défini comme une forme d’organisation du travail dans laquelle une activité qui pourrait être exercée dans les locaux de l’entreprise est effectuée par un salarié hors de ces locaux, de manière volontaire, en utilisant les technologies de l’information et de la communication.
- Temps partiel : en France, un salarié à temps partiel est un salarié dont le contrat prévoit une durée du travail inférieure à la durée légale du travail. Contrat atypique, il est obligatoirement écrit et doit nécessairement comporter certaines clauses.
- Temps plein : Travail à la durée légale hebdomadaire de 35 heures en France.
- Travail dissimulé : ee travail dissimulé en France fait référence à la dissimulation d'activité économique, par exemple en ne demandant pas une immatriculation obligatoire, ou à la dissimulation de salarié, par exemple en ne délivrant pas de bulletin de paie. L'interdiction du travail dissimulé remonte à 1940, alors appelé travail clandestin.
- Travail le dimanche : par défaut, le travail le dimanche est interdit, sauf exceptions légales ou autorisations spécifiques.
- Travail de nuit : les heures de nuit sont généralement comprises entre 21 h et 5 h ou 6 h. La rémunération dépend de la convention collective et des accords d'entreprise (qui peuvent être plus favorables que la convention de branche).
- Travail à temps partagé : le travail à temps partagé désigne une forme particulière d’emploi permettant à un salarié de partager son temps de travail entre plusieurs entreprises, généralement pour répondre à leurs besoins ponctuels ou partiels en compétences.
- Travail temporaire en droit français :  le travail temporaire (dit aussi « intérim ») est le temps pendant lequel une fonction est assurée par un remplaçant, le titulaire étant indisponible.
- Travailleur détaché : en droit français, un travailleur détaché désigne un salarié envoyé temporairement par son employeur dans un autre État membre de l'Union européenne ou en France pour y effectuer une prestation de service, tout en restant soumis au contrat de travail initial dans son pays d'origine.
- Turn-over : le turn-over ou renouvellement du personnel est un indicateur décrivant le rythme de renouvellement des effectifs dans une organisation

- Haut – A
- B
- C
- D
- E
- F
- G
- H
- I
- J
- K
- L
- M
- N
- O
- P
- Q
- R
- S
- T
- U
- V
- W
- X
- Y
- Z

## U
- Unité économique et sociale : une unité économique et sociale (UES) est un ensemble économique et social dégagé de plusieurs entités juridiques distinctes (sociétés, associations…) qui ont une complémentarité d'activité, une communauté de pouvoirs et de direction, et une communauté de travailleurs.
- Usage d'entreprise : en droit du travail en France, un usage désigne une pratique ou un avantage instauré de manière répétée au sein d'une entreprise, qui devient une sorte d'obligation implicite pour l'employeur envers ses salariés, bien qu'il ne soit pas prévu par un contrat de travail, une convention collective, ou la loi.

- Haut – A
- B
- C
- D
- E
- F
- G
- H
- I
- J
- K
- L
- M
- N
- O
- P
- Q
- R
- S
- T
- U
- V
- W
- X
- Y
- Z

## V
- Validation des acquis : la validation des acquis est une procédure qui permet aux individus ayant suffisamment d'expérience professionnelle d'obtenir des diplômes, titres ou certificats de qualification professionnelle, ou d'accéder à des formations supérieures. Elle regroupe les dispositifs d'ingénieur diplômé par l'État, de validation des acquis professionnels (VAP) et de validation des acquis de l'expérience (VAE).
- Véhicule de fonction : un véhicule de fonction, souvent appelé voiture de société en Belgique, est un véhicule confié par une entreprise, un État ou une collectivité locale à l'un de ses collaborateurs avec l'autorisation de l'utiliser pendant et en dehors de ses heures de travail.
- Véhicule de service : un véhicule de service désigne un véhicule mis à disposition par l’employeur pour permettre au salarié de réaliser des déplacements professionnels nécessaires à l’exécution de ses fonctions.
- Visite d’information et de prévention : elle remplace la Visite médicale d'embauche. Elle a pour but de sensibiliser aux risques éventuels du poste de travail, de sensibiliser à la prévention et d’informer le salarié sur le suivi médical au travail.
- Visite de reprise : est un examen médical obligatoire réalisé par le médecin du travail à la suite d'une absence prolongée du salarié. Son objectif principal est d'évaluer l'aptitude du salarié à reprendre son poste de travail dans les meilleures conditions possibles, en tenant compte de son état de santé et des risques professionnels auxquels il est exposé.
- Visite médicale du travail : examen obligatoire visant à vérifier l’aptitude d’un salarié à occuper un poste.
- VRP : le représentant de commerce, très souvent appelé VRP (voyageur, représentant et placier), est un salarié dont la fonction est de démarcher une clientèle de particuliers ou d’entreprises pour le compte d’un ou plusieurs employeurs.

- Haut – A
- B
- C
- D
- E
- F
- G
- H
- I
- J
- K
- L
- M
- N
- O
- P
- Q
- R
- S
- T
- U
- V
- W
- X
- Y
- Z